# 우치노 다카시 (2001년)
우치노 다카시(일본어: 内野 貴史, 2001년 3월 7일~)는 일본의 축구 선수이다.

## 구단 경력
2020년 알레마니아 아헨에 입단하였다. 2021년 포르투나 뒤셀도르프로 이적했다. 2024년 알와슬 FC로 이적했다.

## 국가대표팀 경력
그는 2022년 AFC U-23 아시안컵에 참가할 일본 U-23 국가대표팀에 발탁되었다.
2024년 AFC U-23 아시안컵에도 출전, 우승에 기여했다. 2024년 하계 올림픽에도 발탁되었으며, 2경기에 출전, 8강 진출.